# Rongorongo
För orten Rongorongo, se artikeln om Beru.

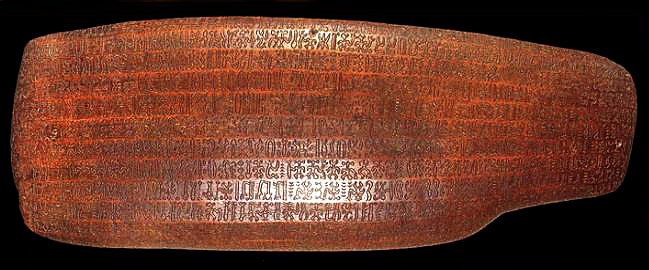
Inskrift på Tavla B, Aruku Kurenga. Tavlan förvaras bland arkiven hos Padri dei Sacri Cuori (SSCC) i Rom.

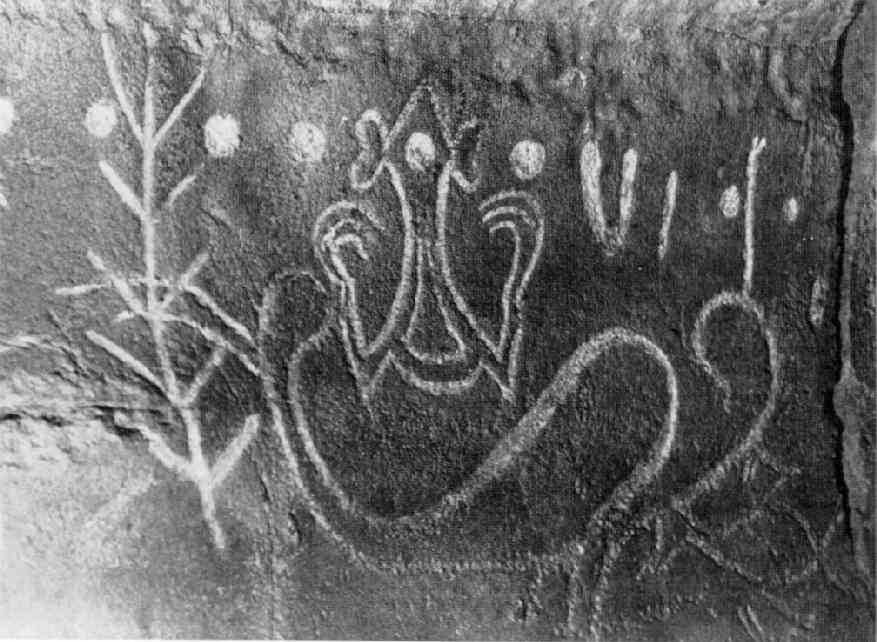
Ristningar i sten

Rongorongo eller rongo-rongo (uttalat [ˈɾoŋoˈɾoŋo] på rapa nui) är ett förmodat skriftsystem  från Påskön som blev känt då fransmannen Eugène Eyraud beskrev skriften 1866. Vid den tiden hade Påsköns befolkning, efter tvångsförflyttningar och epidemier, tappat kunskapen att tyda tecknen, helt eller delvis. Alla försök att  dechiffrera skriftsystemet har varit ofruktbara.
Det finns 26 träföremål med rongorongoskrift som samlades in under 1800-talet som nu finns på museer och i privata samlingar utanför Påskön. Hälften av träföremålen är i gott skick. Det finns också några ristningar i sten. Enligt muntlig tradition skrevs skriften också på bananblad, men det finns inga exempel på detta bevarade.

## Skriftens uppbyggnad

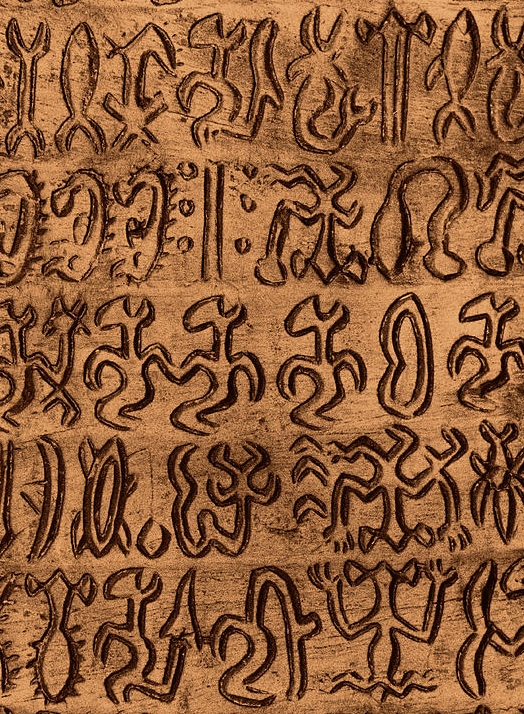
Detalj

Autentiska rongorongotexter skrevs som bustrofedon, dvs i omväxlande riktningar från vänster till höger och höger till vänster. Skriften byggs upp av omkring 120 symboler eller glyfer.
På en tredjedel av skrifttavlorna är textraderna inskrivna i grunda, konkava räfflor (kannelyr). Glyferna själva föreställer människor, djur, växter, artefakter och geometriska former. Många av de glyfer som föreställer människor eller djur, såsom  och , har karaktäristiska flikar på båda sidor av huvudet, vilka förmodligen skall föreställa öron eller ögon.
Om glyferna motsvarar ett talat språk är det rimligt att kombinationer som bildar enstaka ord återkommer med vissa mellanrum. Något sådant finns dock inte att hitta, vilket talar för att texten är kombinerade glyfer som för stöd av minnet vid uppläsandet av ett innehåll som till stora delar är känt. Några tecken som motsvarar räkneord eller siffror har heller inte gått att hitta. Av de ca 52 tecknen svarar hälften för 86 % av all text. Försök att med antaganden om vissa ljudvärdens frekvens söka motsvarande tecken (med detta ljudvärde) har inte heller lyckats.

## Historia

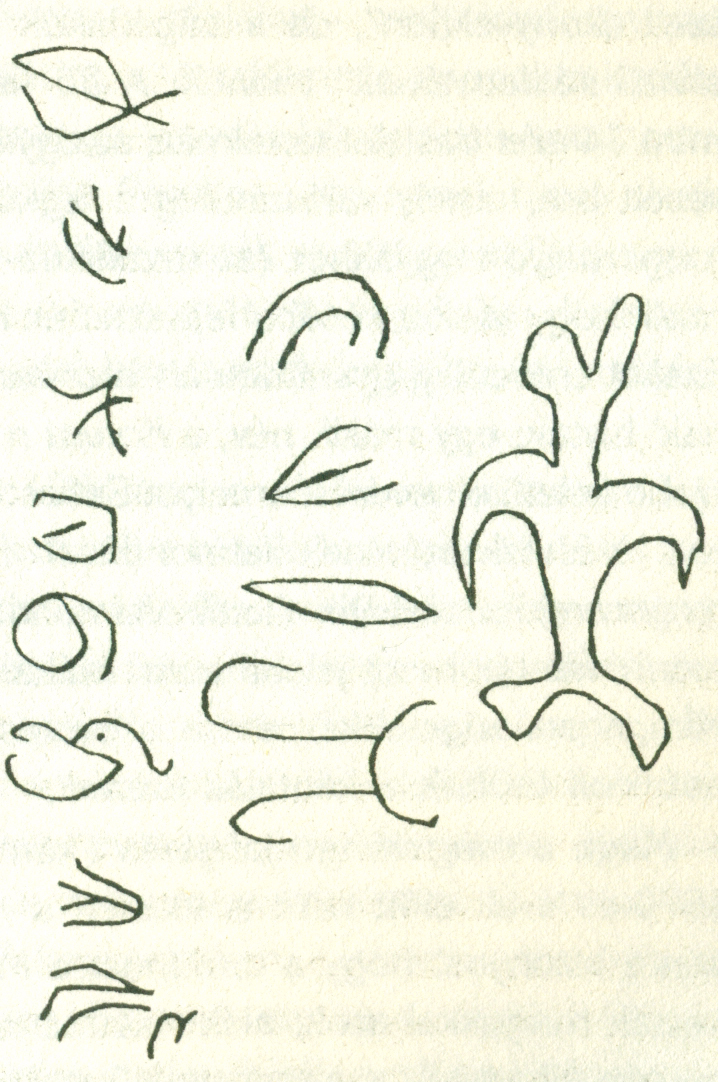
Avblildning av signaturer från 1770

Redan vid ett spanskt besök 1770 omnämns "inhemska tecken" som skrevs av tre påsköbor för att signera ett spanskt dokument. Det anses allmänt att dessa tecken inte var av rongorongo-typ. Däremot kan själva signeringen ha inspirerat till rongorongo. James Cook besökte Påskön 1774 och rapporterar inte någonting om några inskriptioner, vilket kan betyda att rongorongo inte hunnit utvecklas vid den tiden. Möjligen kan ristningar omnämnda 1816 syfta på rongorongo. Tvångsförflyttningar 1862–1863 av ett stort antal påsköbor till Peru tillsammans med spridning av smittkoppor på ön 1863 medförde att kunskapen om skriftspråket med tiden försvann eftersom det sannolikt bara var en liten del av befolkningen som var skrivkunnig.
Eugène Eyraud, den förste europén som bodde på Påskön, beskriver rongorongo 1864. Han noterar att tecknen finns allmänt, "i alla hus" och att befolkningen inte förstår skriften. Omkring år 1865 förstördes de allra flesta föremålen med rongorongoinskriptioner av oklara skäl.
Namnet Rongorongo betyder "att recitera, att deklamera att sjunga ut" i Rapa Nui, språket på Påskön. Det ursprungliga namnet – eller kanske beskrivningen av skriften – sägs ha varit kohau motu mo rongorongo, förkortat till kohau rongorongo ("inskrivna rader att skandera ut").

## Månkalendern Mamari

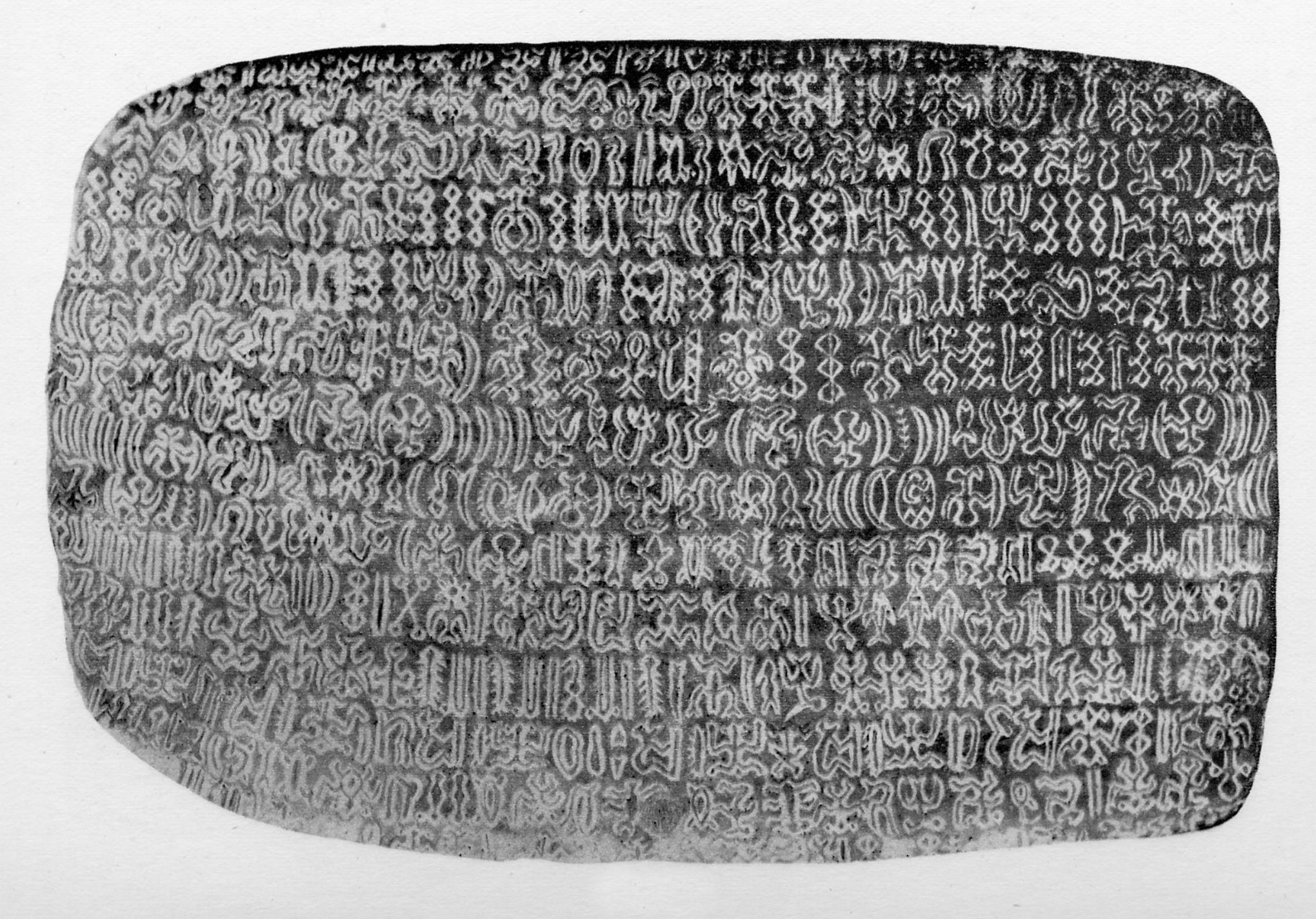
Inskrift på Tavla c, Mamari

Mamaritavlan är den enda rongorongotexten vars betydelse delvis är känd. Det är en månkalender, men försök att i mer detalj tyda tecknen har misslyckats även om det finns teorier kring betydelsen av några av tecknen.